# 长所乡
长所乡（藏語：གྲམ་མཚོ་），是中华人民共和国西藏自治区日喀则市定日县下辖的一个乡镇级行政单位。

## 行政区划
长所乡下辖以下地区：
森嘎村、古荣村、茶江村、通来村、班久村、嘎旦村、杂村、嘎布村、强嘎村和玉白村。